# Magnus von Braun (Politiker)
Magnus Freiherr von Braun (* 7. Februar 1878 auf Gut Neucken, Landkreis Preußisch Eylau; † 29. August 1972 in Oberaudorf, Landkreis Rosenheim) war ein deutscher Verwaltungsjurist und Politiker (DNVP). In den letzten beiden Regierungen der Weimarer Republik diente er als Landwirtschaftsminister (1932/33). Er war Vater des Raumfahrtpioniers Wernher von Braun und Großvater der Kulturwissenschaftlerin Christina von Braun.

## Familie
Seine Eltern waren Maximilian von Braun (* 20. März 1833; † 11. März 1918) und dessen Ehefrau Eléonore von Brand, verwitwete Gostkowski  (* 17. April 1842; † 5. Mai 1928). Magnus von Braun heiratete am 12. Juli 1910 auf Gut Crenzow (Landkreis Greifswald) Emmy von Quistorp (* 3. November 1886 auf Gut Crenzow; † 27. Dezember 1959 in München), die Tochter des Gutsbesitzers und preußischen Politikers Wernher von Quistorp und der Marie von Below. Seine Söhne waren Sigismund von Braun (Diplomat), Wernher von Braun (Konstrukteur der A4 (Rakete) und der Saturn des Apollo-Programms) und Magnus von Braun (Ingenieur, Manager bei Chrysler).

## Leben

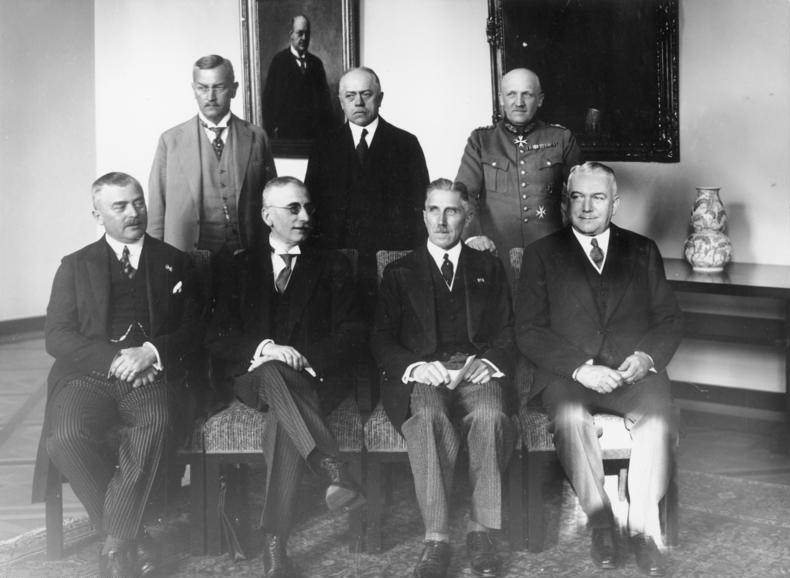
Kabinett Papen, Braun in der vorderen Reihe links

Nach dem Abitur studierte Braun an der Georg-August-Universität Göttingen und der Albertus-Universität Königsberg Rechtswissenschaft und Staatswissenschaften. 1896 wurde er im Corps Saxonia Göttingen recipiert. Er beendete sein Studium 1902 mit dem ersten und 1905 mit dem zweiten juristischen Staatsexamen, trat anschließend in den preußischen Staatsdienst ein und war zunächst im Ministerium für Handel und Gewerbe tätig. Von 1911 bis 1915 war er Landrat im Kreis Wirsitz (Provinz Posen). 1915 wurde er ins Reichsamt des Innern versetzt und im September 1917 zum Ministerialdirektor und Pressechef in der Reichskanzlei befördert. Damit existierte in Deutschland erstmals ein Amt, das den Erfordernissen politischer Öffentlichkeitsarbeit entsprach, indem die Kommunikation über die (gedruckten) Medien zu einer Abteilung öffentlicher Staatspolitik wurde. Ende 1917 wurde er zum Leiter der politischen Abteilung der deutschen Militärverwaltung in Wilna ernannt, 1918 fungierte er vorübergehend als Stadthauptmann in Dünaburg.
1919 zunächst als kommissarischer Polizeipräsident in Stettin tätig, übernahm er unter dem sozialdemokratischen Minister Wolfgang Heine das Amt eines Personalienrates im preußischen Innenministerium. Kritik aus der SPD-Landtagsfraktion an seiner konservativen Amtsführung vor allem bei der Besetzung von Landratsstellen führte zu seiner Abberufung unter gleichzeitiger Ernennung zum Regierungspräsidenten im ostpreußischen Gumbinnen. Als Folge des Kapp-Putsches musste er im März 1920 aus dem Staatsdienst ausscheiden.
Während der Zeit der Weimarer Republik war Braun in landwirtschaftlichen Verbänden aktiv. Er war ab 1920 als Direktor der Raiffeisengenossenschaften für Brandenburg, Schleswig-Holstein und die Grenzmark Posen-Westpreußen zuständig. 1930 wurde er Vizepräsident des Reichsverbands der Landwirtschaftlichen Genossenschaften.

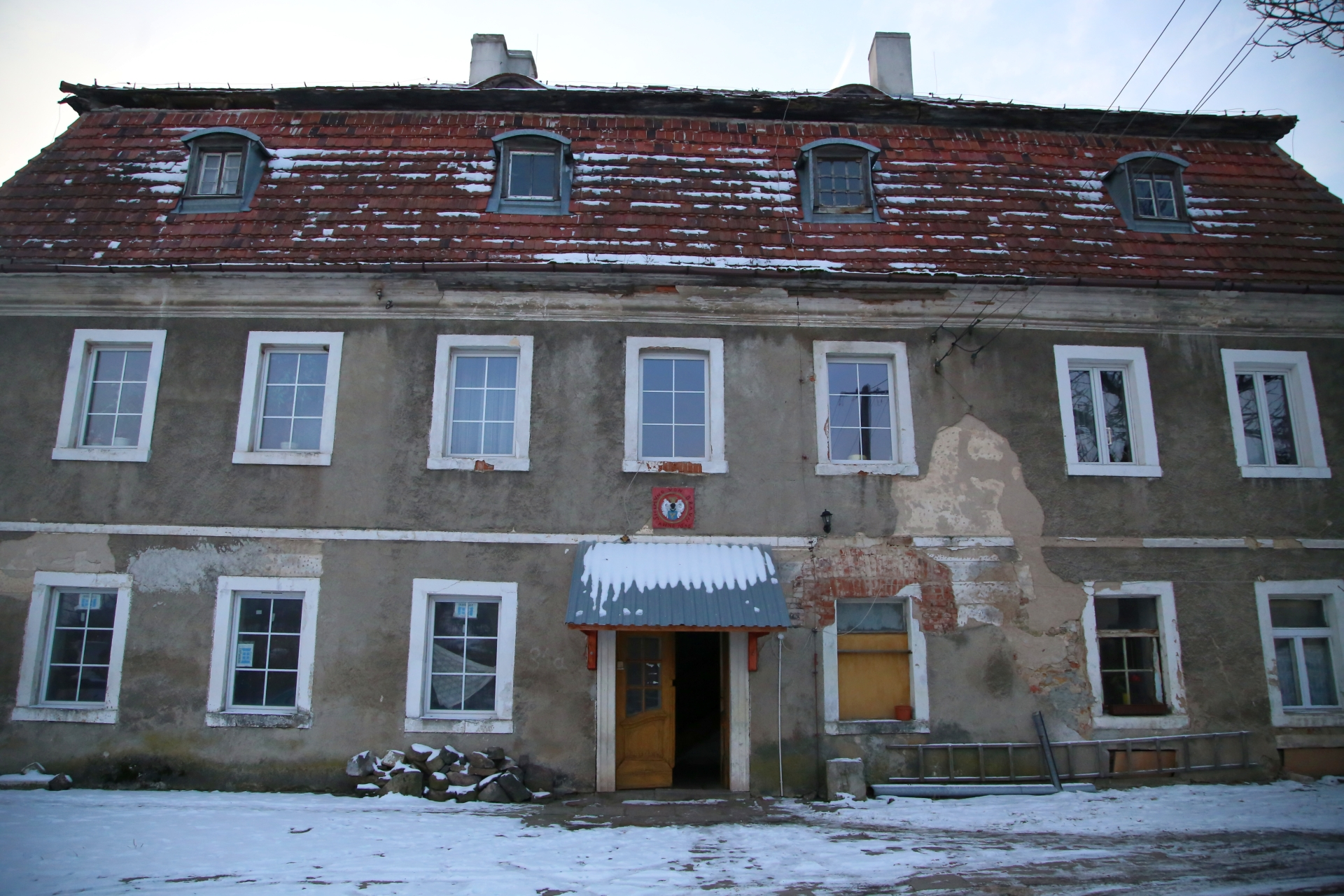
Brauns Rittergut Oberwiesenthal (heute Bystrzyca) im Landkreis Löwenberg in Schlesien

Er wurde am 1. Juni 1932 als Reichsminister für Ernährung und Landwirtschaft sowie als Reichskommissar für die Osthilfe in die von Reichskanzler Franz von Papen geführte Regierung berufen und blieb auch in der von Reichskanzler Kurt von Schleicher geleiteten Folgeregierung im Amt. Am 28. Januar 1933 trat er mit dem gesamten Kabinett Schleicher von seinen Ämtern zurück. Weiterhin war er von Oktober 1932 bis Februar 1933 Reichskommissar für das preußische Landwirtschaftsministerium. Danach zog er sich auf sein schlesisches Rittergut Oberwiesenthal zurück.

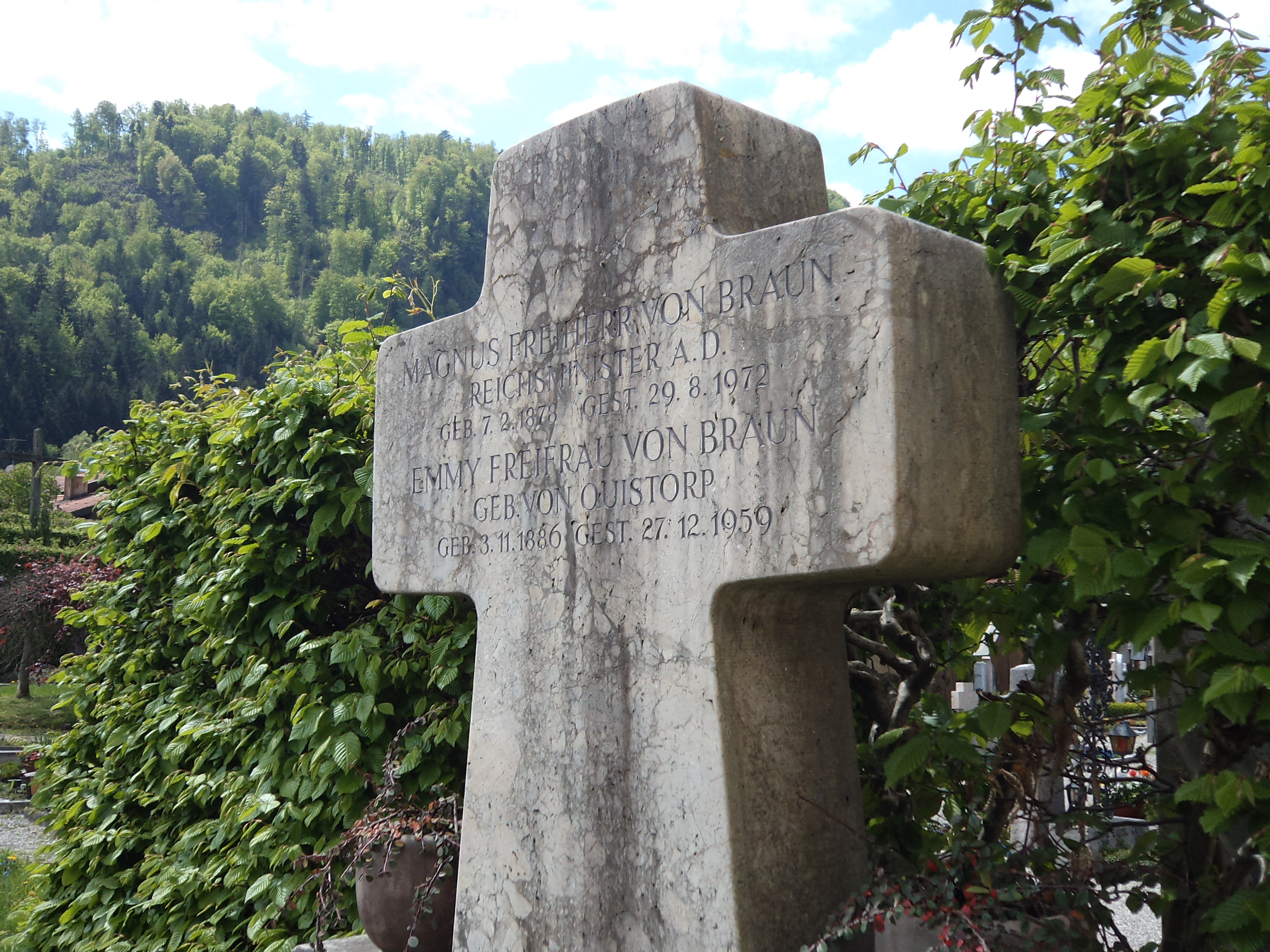
Familiengrab am Kirchfriedhof Oberaudorf

Er folgte 1947 seinem Sohn Wernher in die Vereinigten Staaten, kehrte 1952 aber wieder nach Deutschland zurück und lebte in Landshut. Später zog er nach Oberaudorf am Inn, wo er 1972 verstarb. Dort befindet sich auch das Familiengrabmal.

## Schriften
- Von Ostpreußen bis Texas. Erlebnisse und zeitgeschichtliche Betrachtungen eines Ostdeutschen. Rauschenbusch, Stollhamm (Oldb.) 1955. DNB
  - ab der dritten, überarbeiteten Auflage unter dem Titel:
- Weg durch vier Zeitepochen. Vom ostpreußischen Gutsleben der Väter bis zur Weltraumforschung des Sohnes in Amerika. in: Göttinger Arbeitskreis, Veröffentlichung, Nr. 280, C. A. Starke, Limburg an der Lahn 1964. DNB